# ジョン・ダービ

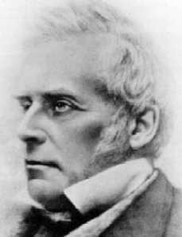
ジョン・ネルスン・ダービ

ジョン・ネルスン・ダービ（John Nelson Darby、1800年11月18日 - 1882年4月29日）は、イギリスの神学者、賛美歌作家。プリマス・ブレザレンを組織したメンバーの1人。

## 生涯
- 1819年 ダブリンのトリニティ・カレッジを優秀な成績で卒業。
- 1822年 アイルランド大学院弁護士になる。
- 1822年 アイルランド教会の按手礼を受けて、ウィックロー教会の牧師になる。
- 1827年 国教会制度、教職制に疑問を持ち、国家と宗教の分離を主張して、国教会の牧師を辞任した。
- 1831年 プリマス・ブレザレンが、ジョージ・ウィグラム（英語版）とベンジャミン・ウィルズ・ニュートン（英語版）、ダービらを中心に組織される[1]。教職制度の否定や毎週日曜日の聖餐、教派に縛られないことなどを謳ったが、後に教義の違いが原因で、内部分裂を起こす。分裂後、ダービを中心とする派はダービ派と呼ばれたり、ジョージ・ミュラーらのオープン・ブレザレンと区別して、エクスクルーシブ（閉鎖的）・ブレザレンと呼ばれたりした。またダービのグループは、逐語霊感説を信じ、ディスペンセーション主義の聖書解釈を採用して、カルヴァン主義と敬虔主義の折衷の神学を持っていた。

## 神学
ディスペンセーション主義の主張者である。ジョン・ウェスレーの『キリスト者の完全』を批判した。

## 著書
- 『ウェスレー「完全」論批判』有馬平吉訳 メーカー・レーベル、摂理館出版 ISBN 4904697006